# The Last Live (プリンセス プリンセスのアルバム)
『The Last Live』（ザ・ラスト・ライヴ）は、1996年12月1日にリリースされたプリンセス プリンセスのライブ・アルバム。1996年5月31日に日本武道館で行われたラストライブのMCをカットし、演奏部分のみを収録。

## 収録曲

### DISC.1
1. SEVEN YEARS AFTER
2. OH YEAH!
3. GO AWAY BOY
4. 世界でいちばん熱い夏
5. ジュリアン
6. PRINCESS PRINCESS MEDLEY
TOKYO彼女 〜 恋はバランス 〜 MY WILL 〜 WONDER CASTLE 〜 SHE 〜 STAY THERE 〜 友達のまま 〜 One 〜 HIGHWAY STAR 〜 KISS 〜 ジャングルプリンセス 〜 だからハニー 〜 MELODY MELODY 〜 BEE-BEEP（プリプリサミット） 〜 傷跡 〜 Bye Bye 〜 青春デイドリーム 〜 夏の終わり 〜 相棒（武道館5.31バージョン）

### DISC.2
1. M
2. ROMANCIN' BULE
3. ガールズ・ナイト
4. ROCK ME
5. GUITAR MAN
6. へっちゃら
7. パイロットになりたくて
8. FLY Baby FLY
9. GET CRAZY!
10. Diamonds（ダイアモンド）
11. 19 GROWING UP -ode to my buddy-